# Marbleton
Marbleton è un centro abitato (town) degli Stati Uniti d'America, situato nella Contea di Sublette nello Stato del Wyoming. Nel censimento del 2000 la popolazione era di 720 abitanti.

## Geografia fisica
Secondo i rilevamenti dell'United States Census Bureau, la località di Marbleton si estende su una superficie di 1,8 km², tutti occupati da terre.

## Popolazione
Secondo il censimento del 2000, a Marbleton vivevano 720 persone, ed erano presenti 201 gruppi familiari. La densità di popolazione era di 409,6 ab./km². Nel territorio comunale si trovavano 310 unità edificate. Per quanto riguarda la composizione etnica degli abitanti, il 96,25% era bianco, lo 0,42% era afroamericano, lo 0,69% era nativo, lo 0,42% proveniva dall'Asia, lo 0,14% proveniva dall'Oceano Pacifico, lo 0,56% apparteneva ad altre razze e l'1,53% a due o più. La popolazione di ogni razza ispanica corrispondeva all'1,67% degli abitanti.
Per quanto riguarda la suddivisione della popolazione in fasce d'età, il 31,1% era al di sotto dei 18, l'8,1% fra i 18 e i 24, il 33,1% fra i 25 e i 44, il 22,6% fra i 45 e i 64, mentre infine il 5,1% era al di sopra dei 65 anni di età. L'età media della popolazione era di 34 anni. Per ogni 100 donne residenti vivevano 106,3 uomini.